# نیتو بوسکی
نیتو بوسکی (انگلیسی: Nitto Boseki) شرکت خوشه‌ای ژاپنی است، که در سال ۱۹۱۸ تأسیس شد.